# Rusty Brooks
Kurt Koski (Denton, 7 de febrero de 1958 - Miramar, 11 de febrero de 2021) fue un luchador profesional estadounidense, más conocido por su nombre de ring Rusty Brooks. Compitió en varias promociones independientes de América del Norte, incluyendo International World Class Championship Wrestling (IWCCW), Florida Championship Wrestling (FCW) y National Wrestling Alliance (NWA). También apareció en la World Wrestling Federation (WWF) a mediados de la década de 1980 como luchador preliminar.

## Carrera de lucha libre profesional
Koski fue entrenado por "Gentleman" Jim Isler y Boris Malenko. Brooks hizo su debut en la lucha libre en la Asociación Mundial de Lucha Libre de Buddy Gilbert contra Steve Brody el 31 de octubre de 1982.
En dos años, firmó con World Wrestling Federation (WWF) y se usó ampliamente en el Campeonato de WWF contra Tony Parisi, André the Giant, Junkyard Dog y Ricky Steamboat. En 1985, Brooks tuvo un partido televisado a nivel nacional con el Campeón Mundial de WWF, Hulk Hogan. En televisión también se enfrentó a los entonces Campeones del Mundo en Parejas Barry Windham y Mike Rotunda y The British Bulldogs. En WWF, Brooks interpretó principalmente a un hechicero de tacón (un luchador que estaba acostumbrado a hacer que las principales estrellas se vieran bien). Brooks a menudo se asoció con sus compañeros luchadores preliminares Steve Lombardi, Barry O y Mr. X en la competencia por equipos, y Brooks también obtuvo victorias molestas sobre sus excompañeros.
Después de dejar WWF a finales de 1985, compitió en el circuito independiente de Florida, incluida una temporada en International Championship Wrestling (ICW) como Super Duper Mario. Pasó la siguiente década en varias promociones independientes, donde ganó varios títulos por parejas con Dr. Red Roberts, Matt Otto, Jumbo Baretta, "Pretty Boy" Aldo Lane (Ricky Santana), Soulman Alex G y Gangrel. En 1986 trabajó para Championship Wrestling de Florida en 1986. De 1986 a 1987, compitió en Florida por Global Championship Wrestling, capturando el título mundial por equipos con Jumbo Baretta de Dean y Joe Malenko. Brooks y Baretta fueron manejados por el luchador veterano Ox Baker y más tarde Boris Malenko. Se pelearon con The Soul Patrol y los hermanos Malenko.
En diciembre de 1988, Brooks regresó a WWF, haciendo equipo con Iron Mike Sharpe perdiendo Demolition en WWF Superstars y perdiendo ante Jake Roberts en WWF Wrestling Challenge.
En 1991 compitió en la Federación de Lucha Libre Universal de Herb Abrams, donde tuvo peleas con B. Brian Blair y Bam Bam Bigelow.
Más tarde luchó por Future of Wrestling (FOW), donde ganó los títulos de peso pesado y hardcore alrededor del 2000. Fue nombrado "Luchador del año" por FOW. En 2001, comenzó a formar equipo con Bobby Brooks como The Brooks y más tarde The Masked Assassins en FOW y la Independent Professional Wrestling Association. Durante su estadía en el sur de Florida, también se enfrentó a Hack Meyers, Barry Horowitz y Greg "The Hammer" Valentine antes de su retiro en 2002.
El 31 de julio de 2004, Brooks arbitró un partido durante el Torneo HCW Incredible 8 en Davie, Florida. Llamó a una pelea entre su hijo, Jeff "J-Dawg" Brooks y Jimmy Rave. El 4 de febrero de 2006, Nick Mayberry lo honró con un premio HCW, junto con otros tres luchadores de Florida.
Regresó a la lucha libre en 2009 y compitió en el circuito independiente de Florida. Luchó en su último combate en 2013.

## Promoción y formación
Koski entrenó a los estudiantes en su Academia de Lucha Libre Profesional Rusty Brooks, que operaba en su patio trasero a fines de la década de 1980 y en un almacén en la década de 1990. Más tarde operó la escuela de lucha School of Hard Knocks con Boris Malenko en Florida. Los estudiantes entrenados en la escuela incluyen a Konnor, Luna Vachon, MVP, Gangrel, Angel Rose, y Norman Smiley.
También trabajó como Comisionado de LIVE Pro Wrestling. También fue el ex Director de Autoridad para la Lucha de Campeonato Independiente y también ha dirigido a algunos de sus estudiantes en la ahora desaparecida División 1 Pro Wrestling (D1PW).

## Vida personal
Koski nació en Denton, Texas pero luego se mudó a Florida. Asistió a la escuela secundaria Miramar, y fue jugador de fútbol para el estado del norte de Texas. Es el padre de Jeff "J-Dawg" Brooks, quien lucha en el circuito independiente de Florida.
Brooks falleció el 11 de febrero de 2021, a los 63 años, cuatro días después de su cumpleaños. Fue amputado en varios dedos de los pies en enero, unas semanas antes de su muerte.

## Campeonatos y logros
- Campeonato de entretenimiento de lucha libre
  - Salón de Honores (2014).
- Alianza de lucha de Florida
  - Campeonato de peso pesado FWA (2 veces).
- Futuro de la lucha libre
  - Campeonato FOW Tag Team - con Bobby Brooks (1 vez).[5]
  - Campeonato Hardcore FOW (1 vez).[6]
  - Campeonato de peso pesado FOW (1 vez).[7]
- Lucha de campeonato mundial
  - Campeonato de equipo de etiqueta de GCW (2 veces) - con Jumbo Baretta.
- Asociación Independiente de Lucha Libre Profesional
  - Campeón de peso pesado del sur de IPWA (1 vez).
  - Campeonato IPWA Brass Knuckles (1 vez).
  - Campeonato de Parejas IPWA (5 veces) - con David Heath (2), Bobby Brooks (2) y Soulman Alex G.
- Otros títulos
  - Campeonato de peso pesado de la costa atlántica de la WWA (1 vez).
  - Campeonato de peso pesado del sureste de DSWA (1 vez).
- Lucha libre profesional ilustrada
  - PWI lo clasificó en el puesto 391 de los 500 mejores luchadores individuales de la PWI 500 en 1993.